# Lilla Psykologpriset
Lilla Psykologpriset är ett årligt pris som delas ut av Sveriges Psykologförbund. Priset tilldelas en psykologstudent som under sin studietid bidragit till att förbättra människors livskvalitet. Det kan exempelvis ske genom att:
- förbättra livskvalitet för allmänheten och sprida psykologisk kunskap
- förbättra livskvalitet för utsatta grupper
- stötta sina studerandekamrater och skapa bra klimat på studieorterna
- förbättra livskvalitet genom psykologisk behandling och forskning
- förbättra och bredda utbildningen så att viktiga områden kommer med.

Prissumman är 10 000 kronor.

## Mottagare av Lilla Psykologpriset
- 2023 - Magnus Wennergren, studerande vid Göteborgs universitet. [2]
  - Juryns motivering: " Magnus Wennergren har fått tre nomineringar till årets pris, samtliga uppmärksammar hur han som studentarbetsmiljöombud (SAMO) på psykologprogrammet vid Göteborgs Universitet outtröttligt arbetat för att tillvarata studenters rätt till en god arbetsmiljö. För att åstadkomma förändringar har han lyssnat nedåt och kommunicerat uppåt och hans sätt att göra det på beskrivs som professionellt och kraftfullt. Genom kontinuerlig kommunikation och pepp har Magnus lyckats skapa en känsla av delaktighet bland studenterna. Juryn vill lyfta Magnus Wennergrens insatser för en hållbar arbetsmiljö, en utmaning som vi behöver många goda exempel att lära av idag, inte minst inom välfärdssektorn. Juryn menar vidare att Magnus är en ett lysande exempel på hur engagemang även kan inspirera andra studerande att vilja bidra, samt tro på att förändring är möjlig."
- 2021 - Nathalie Reinholds, studerande vid Lunds universitet. [3]
  - Enligt juryns motivering tilldelas hon priset för att ha visat på ”värme, kunskap och engagemang som studerandekamrat såväl som ledare”.[4]
- 2020 - Mamduh Halawa, studerande vid Uppsala universitet.[5]
  - Enligt juryns motivering tilldelas han priset för att ha "tagit fram och spridit psykologisk kunskap till allmänheten inom ett högaktuellt område och därmed bidragit till att förbättra människors livskvalitet".
- 2019 - Mikael Nilsson, studerade vid Umeå universitet.
  - Juryns motivering: "Mikael Nilsson har varit en stark drivkraft i studentföreningen Psykoterapigruppen, Svensk Idrottspsykologisk Förening i Umeå och har även på nytt startat upp Psykologisation i Umeå för att bredda kunskapen i psykologi för sig själv och för sina medstudenter. Han har också verkat i fyra ungdomslandslag i fotboll med sina kunskaper i idrottspsykologi. Psykisk ohälsa är ett problem inom idrotten. Mikael har utvecklat en plattform för att digitalisera självhjälp inom idrottspsykologi och därigenom möta det behov som finns runt om i landet att snabbt få stöd att både må och prestera bättre."[6]
- 2018 - Sara Wallén, studerade vid Stockholms universitet.[7]
  - Juryns motivering: "Med stor initiativförmåga har Sara Wallén lett utvecklingen av en digital plattform för kognitiv screening som ger information om patienters allmänna kognitiva status. Saras arbete har sitt ursprung i att det inom vården generellt saknas baselinevärden för människors kognitiva funktion och att kognitiv screening idag är tidskrävande och dyrt. I arbetet har Sara involverat forskare på SU, KI och KTH, mjukvaru-utvecklare, geriatriker och verksamma neuropsykologer - för att tillsammans skapa ett så användbart verktyg som möjligt. Sara har identifierat ett problem inom vården, utvecklat en tillgänglig lösning och nu genomgår den valideringsstudier. Målet är att verktyget ska minska kostnader och öka tillgängligheten för screening liksom att möjliggöra tidigare upptäckt av neurokognitiva sjukdomar så att patienter kan få lämplig vård tidigare."[8]
- 2017 - Siri Helle, studerade vid Stockholms universitet.[9]
  - Juryns motivering: ”Siri har på Stockholms universitet främjat kunskapsspridning och utbyte terminsgrupperna emellan dels genom att arrangera öppna föreläsningar om ämnen som saknats under utbildningen, dels genom att upprätta en digital plattform för studenter att dela med sig av gamla tentor och studietips. För yrkeskåren har Siri utvecklat förbundets arbete i HBTQ-frågan. Dels som medarrangör till förbundets deltagande i Pride 2015, dels i form av en normkritisk granskning och uppdatering av artiklarna till Psykologiguiden.se. Siri har också varit med och startat upp ett nätverk av psykologer som vill arbeta med påverkansarbete riktat mot makthavare. Som skribent har Siri bidragit till att sprida psykologisk kunskap till en bredare allmänhet, genom att skriva för Modern Psykologi och genom att vara medförfattare i en bok om att skapa hälsofrämjande arbetsplatser.”[10]